# سازمان صنایع دستی ایران

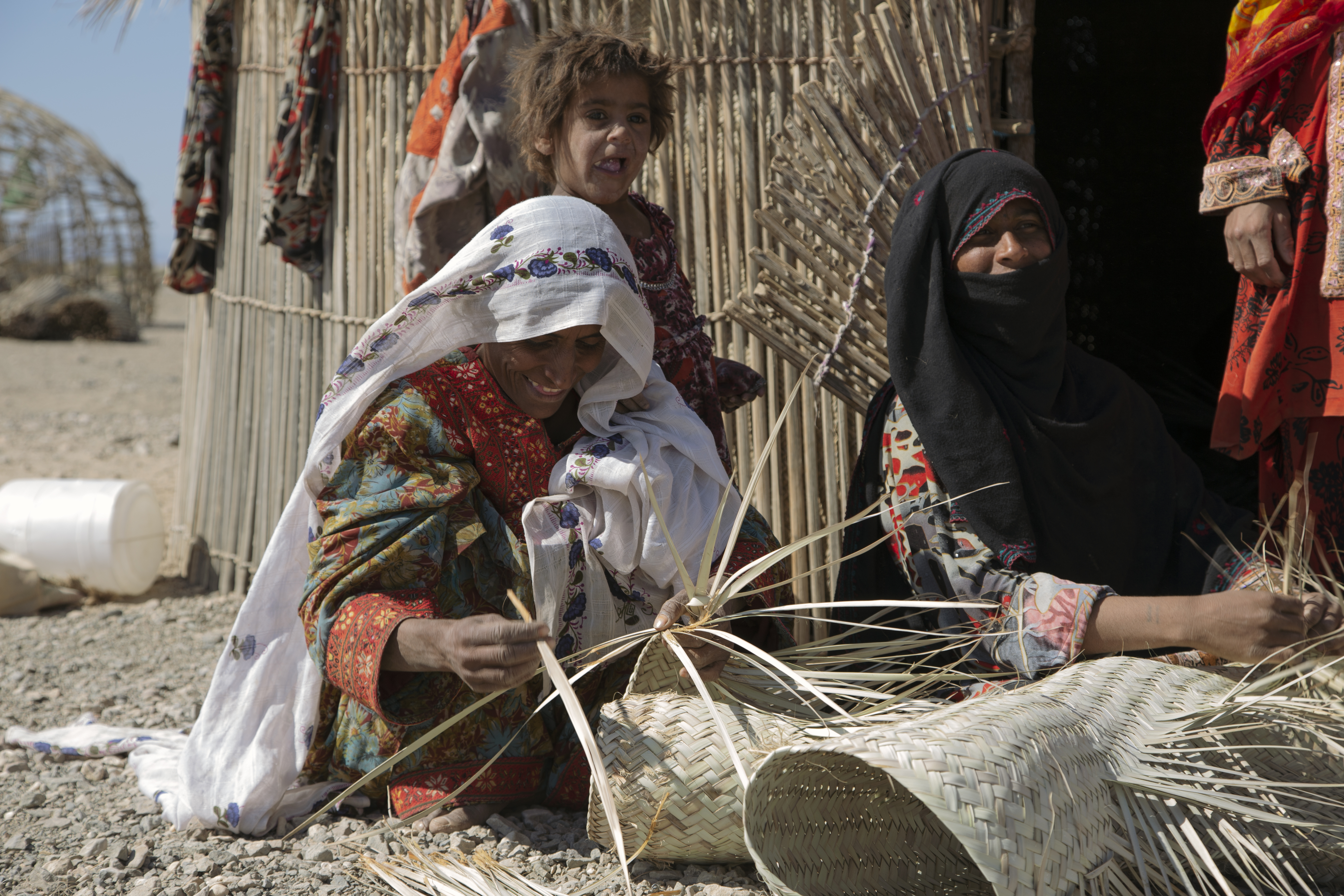
حصیربافی از صنایع دستی در بین اقوام و قبایل بدوی سیستان و بلوچستان ایران

نخستین گام برای تأسیس سازمان صنایع دستی ایران را علی‌اکبر داور در سال ۱۳۰۳ خورشیدی برداشت که طرحی برای تشکیل «شورای عالی صنعتی» در وزارت معارف داد که رئیس آن، معاون وزیر در امور صنایع مستظرفه باشد، بخشهای مربوط به صنایع دستی در وزارت فوائد عامه (همچون رنگرزی و قالیبافی) نیز از آن وزارتخانه جدا شود و زیر نظر این معاونت قرار گیرد. داور کمال‌الملک را برای تصدی این معاونت در نظر گرفته بود.
در نهایت، سازمان صنایع دستی ایران را فرنگیس یگانگی در سال ۱۳۴۲ پایه‌گذاری کرد.
در آن سال نمایشگاه بزرگی از تولیدات صنایع دستی ایران شامل خورجین، کیسه حمام، پوستین رودوزی شده، سفال، شیشه و باتیک تبریز و بلوچ و سایر سوزن دوزی‌ها در موزه قلعه واکایاما در ژاپن شهرت چشمگیری برای ایران به دست آورد و جو مساعدی برای تأسیس سازمان صنایع دستی توسط فرنگیس یگانگی به وجود آمد.